# Heathen Chemistry
Heathen Chemistry es el quinto álbum de estudio de la banda inglesa Oasis, publicado en el verano del 2002. Marcó quizás un regreso del grupo porque vendió más de dos millones de copias en el Reino Unido y más de 10 millones a nivel mundial. Según Noel Gallagher, el título del disco viene de un polo que compró en Ibiza y que decía "The Society Of Heathen Chemists", aunque coincidentemente este disco salió el mismo año que Heathen, de David Bowie.
Heathen Chemistry es conocido gracias a la notable popularidad que consiguieron los sencillos "Little By Little" y "Stop Crying Your Heart Out", siendo esta canción considerada al día de hoy, como el último gran hit de Oasis. A su vez, este fue el último álbum con el baterista Alan White.

## Historia

### Composición de los temas
Este disco también define una nueva etapa del grupo: es el primero en el que la composición de canciones no está totalmente a cargo de Noel Gallagher. Aunque en el disco anterior, Standing On The Shoulder Of Giants, su hermano y vocalista del grupo Liam Gallagher aportó una composición al disco, en todos los álbumes anteriores era Noel quien componía los discos en su totalidad. Es a partir de Heathen Chemistry cuando la carga de aportar temas se volvió más llevadera para Noel, al compartir dicha responsabilidad, en mayor o menor medida, con el resto del grupo.

### Estilo Musical
El disco comienza con el primer sencillo del disco "The Hindu Times". Esta canción tiene mucha similitud con las del primer disco de la banda. Su nombre tiene poco que ver con la misma, y se debe a que el riff principal suena como si se tocara un sitar; el riff también tiene similitud con la canción "Same Size Feet", de Stereophonics. La canción siguiente es "Force of Nature", cantada por Noel, un riff potente y roquero. Después llega "Hung In a Bad Place", una canción compuesta por Gem Archer y cantada por Liam. "Stop Crying Your Heart Out", el segundo corte de promoción del disco, comienza con un piano tocando muy melancólicamente, junto a la voz de Liam, apoyada en los coros por Noel y Gem; la melodía va subiendo de intensidad hasta la llegada de todos los instrumentos: una gran balada, con una letra sentimental y sencilla "Songbird", el primer sencillo compuesto por Liam, es una balada de guitarra y voz a la cual después se le agrega un melotrón, hacen de esta contrastar con las densas canciones del resto del álbum. "Little By Little", canción interpretada por Noel: profunda y evocadora, la forma en cómo va subiendo la tensión hasta llegar hasta el estribillo es sumamente atrapadora. "A Quick Peep" es un instrumental indie de 1:19 compuesto por el bajista Andy Bell, justo en la mitad del álbum, de la misma forma que (What's the Story) Morning Glory? contenía dos instrumentales en la mitad del álbum.
"(Probably) All in the Mind" es compuesta por Noel. Comienza de un modo un tanto inquietante, para después dar paso a guitarras acústicas, luego a Liam, y Noel acompañando de fondo, con guitarras eléctricas de fondo, un tema muy típico del Heathen Chemistry. "She is Love" una canción cantada por Noel con una guitarra acústica, inspirada en el poeta Khalil Gibrn, tiene una melodía muy pegadiza. "Born on a Different Cloud", canción compuesta por Liam, es un tanto sombría, con acordes un tanto tristes y que no se editó como sencillo; es la más oscura de la banda y la más larga del álbum. "Better Man" es la última del álbum y está compuesta por Liam; con un inicio bastante roquero y la voz característica del vocalista de Oasis para el cierre del álbum.

### Lanzamiento
El álbum se filtró en Internet tres meses antes de su lanzamiento, hecho que fue evidenciado en un concierto que la banda dio en Las Vegas, en el cual la mayoría de los asistentes sabían las letras de las canciones. Sin embargo los que previamente habían escuchado el disco notaron leves diferencias con el álbum lanzado de manera comercial, sobre todo en "Little by Little" y "Better Man."
El álbum vendió alrededor de un millón de copias en el Reino Unido, siendo triple disco de platino y llegando cómodamente a la primera posición del UK Albums Chart. En Estados Unidos sin embargo el disco no tuvo tanta suerte donde vendieron 154.000 copias, llegando tan solo la posición número 23. Sin embargo, el disco se filtró mucho en Iberoamérica, a pesar de no haber hecho gira por dicha región, el disco es sumamente y extremadamente comercial, mucho más comercial que su anterior producción Standing On The Shoulder Of Giants y su sucesor Don't Believe The Truth.
La banda lanzó cuatro sencillos para promocionar el álbum: "The Hindu Times", sexto número uno en Reino Unido, "Stop Crying Your Heart Out", "Little By Little / She Is Love" (un doble cara A cantado por Noel) y "Songbird", el primer sencillo escrito por Liam.

## Lista de canciones
| N.º | Título                        | Escritor(es)   | Duración |  |
| 1.  | «The Hindu Times»             | Noel Gallagher | 3:52     |  |
| 2.  | «Force of Nature»             | Noel Gallagher | 4:50     |  |
| 3.  | «Hung in a Bad Place»         | Gem Archer     | 3:30     |  |
| 4.  | «Stop Crying Your Heart Out»  | Noel Gallagher | 5:05     |  |
| 5.  | «Songbird»                    | Liam Gallagher | 2:09     |  |
| 6.  | «Little By Little»            | Noel Gallagher | 4:55     |  |
| 7.  | «A Quick Peep» (Instrumental) | Andy Bell      | 1:17     |  |
| 8.  | «(Probably) All in the Mind»  | Noel Gallagher | 4:01     |  |
| 9.  | «She Is Love»                 | Noel Gallagher | 3:11     |  |
| 10. | «Born on a Different Cloud»   | Liam Gallagher | 6:11     |  |
| 11. | «Better Man*»                 | Liam Gallagher | 4:19     |  |

### Tema oculto
| *Tema oculto |                           |              |          |  |
| N.º          | Título                    | Escritor(es) | Duración |  |
| 12.          | «The Cage» (Instrumental) | N. Gallagher | 4:51     |  |

### Edición japonesa
| Japanese Bonus Track |                                    |              |          |  |
| N.º                  | Título                             | Escritor(es) | Duración |  |
| 13.                  | «(You've Got) The Heart of a Star» | N. Gallagher | 4:51     |  |

- En versión especial, The Cage comienza después de 30' de silencio, tras Better Man, terminando en 38:04, por lo que el álbum termina en 76:52

## Posición en listas
| País        | Proveedor | Posición más alta | Certificación | Ventas    |
| ----------- | --------- | ----------------- | ------------- | --------- |
| EE. UU.     | RIAA      | 23                |               | 143.000   |
| Canadá      | CAC       | 5                 | Oro           | 50.000    |
| Reino Unido | BPI       | 1                 | 3 x platino   | 1.000.000 |

## Créditos
- Oasis
  - Liam Gallagher – voz principal y coros, pandereta, palmas y guitarra acústica en "Songbird"
  - Noel Gallagher – guitarras y coros
  - Gem Archer – guitarra rítmica y piano en "Songbird"
  - Andy Bell – bajo y armonio en "Songbird"
  - Alan White – batería y pandereta

- Músicos Adicionales
  - Paul Stacey – mellotron en "The Hindu Times", piano en "Force of Nature", "Hung in A Bad Place" y "Better Man"; órgano en "Little By Little"
  - Mike Rowe – piano en "Stop Crying Your Heart Out" y "Born on a Different Cloud", órgano en "(Probably) All in the Mind", "She Is Love" y "Born on a Different Cloud"
  - Cliff Burton – coautor del interludio de "(You've Got) The Heart Of A Star" ya que es muy similar a su solo en el tema Orion, compuesto por él, pero no ha sido reconocido como coautor en los créditos de la canción.
  - Johnny Marr – solo de guitarra en "(Probably) All in the Mind", guitarra slide en "Born on a Different Cloud", guitarra principal y coros en "Better Man"
  - London Philharmonic Orchestra – Instrumentos de cuerda frotada en "Stop Crying Your Heart Out"